# Нестерук Олександр Андрійович
Олександр Андрійович Нестерук (нар. 1 березня 2000) — український футболіст, захисник новокаховської «Енергії».

## Життєпис
Вихованець франківської «Ніки». З 2014 по 2017 рік навчався в львівському УФК. У 2018 році перейшов до львівських «Карпати», у складі яких виступав у юніорському чемпіонаті України. Другу половину сезону 2018/19 років виступав за аматорський клуб «Ніка» (Івано-Франківськ).
У 2019 році підписав контракт з «Енергією». Дебютував у футболці новокаховського клубу 27 липня 2019 року в переможному (3:1) домашньому поєдинку 1-о туру групи Б Другої ліги проти «Нікополя». Олександр вийшов на поле в стартовому складі та відіграв увесь матч, а на 69-й хвилині отримав жовту картку. Дебютним голом у професіональному футболі відзначився 23 жовтня 2019 року на 51-й хвилині переможного (3:1) домашнього поєдинку 17-о туру групи Б Другої ліги проти одеського «Реал Фарма». Нестерук вийшов на поле на 17-й хвилині, замінивши Артема Дмитрієва.